# Bilge Kaghan

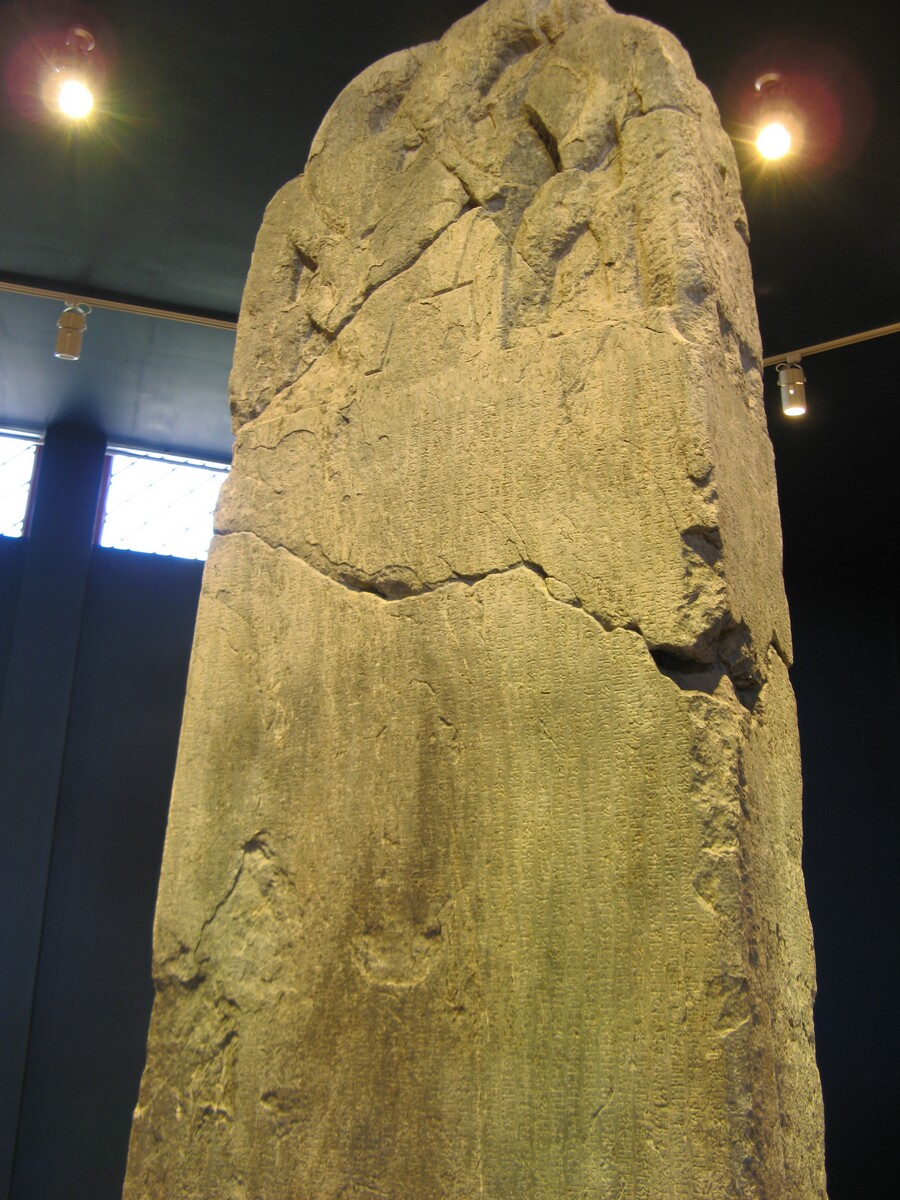
Stèle de Bilge Kaghan

Mo-ki-lien, connu par les inscriptions de l’Orkhon sous le nom de Bilge Kağan ou Bilgä qaghan (vieux turc : 𐰋𐰃𐰠𐰏𐰀𐰴𐰍𐰣, ou Bilge « le sage », chinois : 毗伽可汗 ; pinyin : píqié kèhán), né en 683 ou 684, et décédé en 734, est un khagan du Second Empire turc des Köktürks (ou Tujue, parfois orthographié T’ou-kiue), qui règne sur la Mongolie de 716 à 734.

## Règne

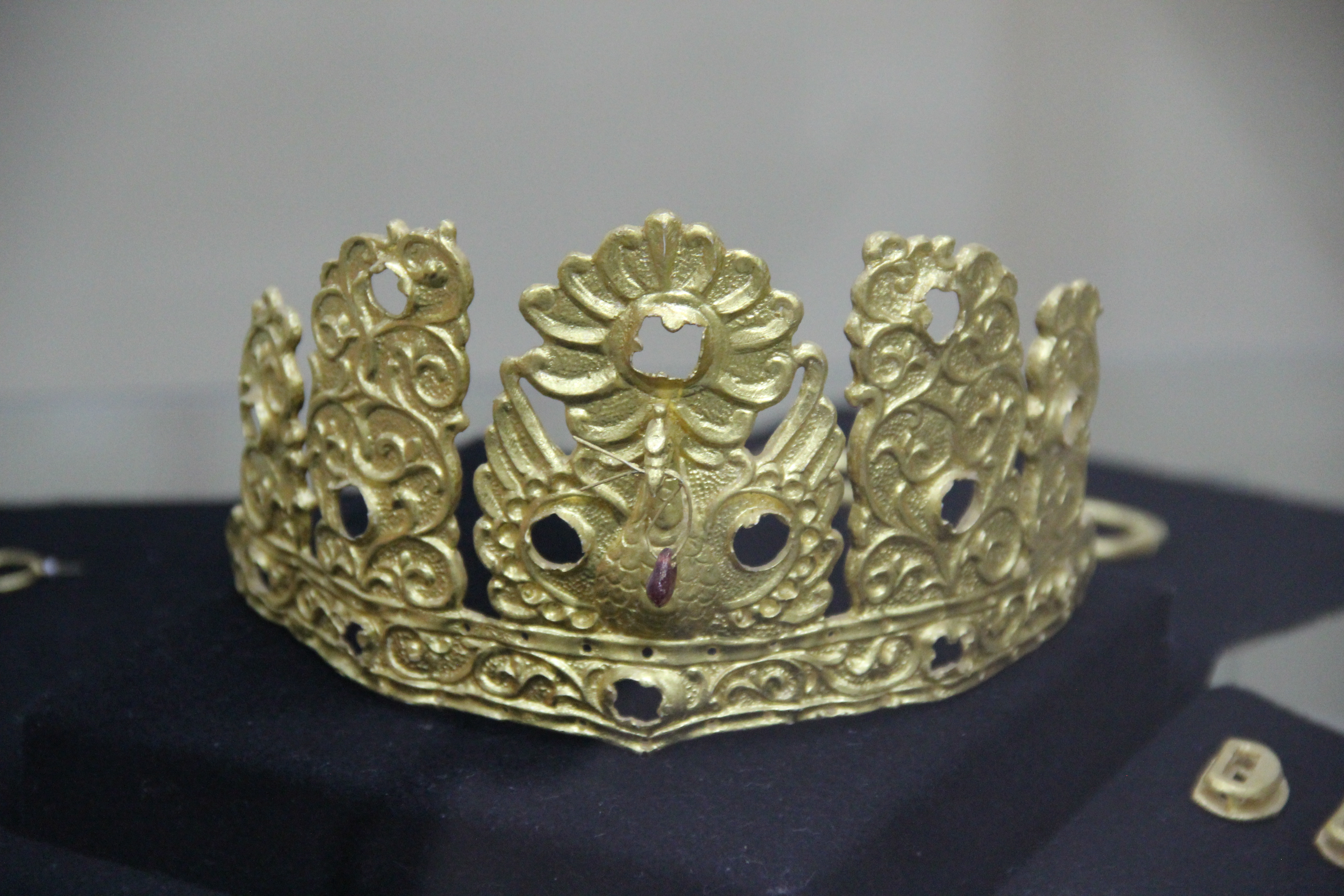
Diadème doré de Bilge Khagan, venant de son complexe commémoratif à Khöshöö Tsaidam.

À la mort de Kapaghan le 22 juillet 716, l'Empire turc connaît une période d’anarchie. Son neveu, Kul-tégin (en), fils de Qutlugh, qui a acquis un grand prestige par ses victoires, s’empare du pouvoir au détriment du fils de Kapaghan, Bögü, qu’il met à mort ainsi que toute sa famille, à l’exception de Tonyukuk, beau-père du frère de Kul-tégin.
Kul-tégin fait nommer kaghan son frère aîné, Mo-ki-lien. Les deux hommes doivent réprimer la révolte des vassaux turcs consécutive à la mort de Kapaghan et aux querelles de succession. Ils mènent une série de batailles sanglantes contre les neuf tribus Oghouzes (Tokuz Oghuz) et les neuf tribus tatares (Tokuz Tatar), qui nomadisent le long de la Kerülen, contre les Ouïghours et les Karlouks. Si les Turcs occidentaux reprennent leur indépendance, les deux frères parviennent à sauvegarder l’unité de l’Empire turc oriental autour de l’Orkhon.
Mo-ki-lien a l'intention de se tourner contre la Chine, mais le vieux seigneur Tonyukuk l'en dissuade, arguant que les Turcs, épuisés par la guerre civile, commettraient une imprudence à attaquer les Tang, qui connaissent un regain de puissance sous le règne de Xuanzong. Mo-ki-lien voudrait sédentariser les Turcs et construire sur l’Orkhon une capitale fortifiée. Tonyukuk le lui déconseille : la force des Turcs est dans leur mobilité face au nombre. Il désapprouve aussi l’idée de favoriser l’introduction du bouddhisme et du taoïsme, qui enseignent la douceur et l’humilité, ce qui ne convient pas à des guerriers.
En 718, écoutant son conseiller, Bilge envoie une ambassade à Chang’an pour négocier la paix avec la Chine. Xuanzong refuse et déclare la guerre : les Basmil, établis au nord du Tarim, et les Khitans (Liaoning actuel), alliés de la Chine, doivent prendre les T’ou-kiue en tenaille par le sud-ouest. L’attaque, mal synchronisée, échoue. Pendant que les troupes de Tonyukuk écrasent les Basmil et prennent Bechbalik, les forces de Bilge ravagent la frontière chinoise au Gansu actuel (720), puis se retournent contre les Khitans, qui sont battus. Une paix durable est conclue l’année suivante, instituant des échanges commerciaux fructueux pour les Turcs (rouleaux de soie contre chevaux).
L’hiver 723-724, très rigoureux, fait perdre aux Turcs orientaux une grande partie de leur bétail. La guerre contre les Oghuz et les Tatars, recommence au printemps suivant et Bilge doit investir toutes ses forces pour réprimer l’insurrection. En 727, Bilge refuse de s'allier aux Tibétains contre les Chinois. Il est récompensé par une amélioration des conditions du commerce avec la Chine.
À la mort de son frère Kul-tégin en 731, Bilge fait graver une épitaphe à sa gloire sur sa tombe dans la vallée de l'Orkhon, rédigée avec l'alphabet de l'Orkhon, le plus ancien témoignage daté de la littérature turque.
Bilge Kaghan meurt empoisonné par un de ses ministres le 25 novembre 734. Son fils Izhan Kaghan (734-739) lui succède, puis à sa mort le jeune Tengri Kaghan (740-741), dont le règne est dominé par la veuve de Bilge. Tengri est assassiné par son oncle Qutlugh yabgu, le chad de l’Est, qui usurpe le pouvoir et prend le nom d’Ozmich Kaghan (à moins que ce ne soit son fils après la mort de Qutlugh). L’empire se désintègre, face à la révolte des Basmil, des Ouïgours et des Karlouks. En 743, la famille royale des Turcs orientaux se réfugie en Chine. Ozmich est tué par les Basmil en 744. Ceux-ci échouent à s’emparer de l’empire et ce sont les Ouïghours qui imposent leur hégémonie sur la Mongolie.

## Sources
- René Grousset, L’empire des steppes, Attila, Gengis-Khan, Tamerlan, Paris, Payot, 1938, quatrième édition, 1965, (.pdf) 669 (présentation en ligne, lire en ligne)
- Boris Abramovich Litvinovskiĭ History of civilizations of Central Asia, Volume 3 Motilal Banarsidass Publ., 1999  (ISBN 8120815408 et 9788120815407)